# 龍劍笙
龍劍笙，原名李菩生（1944年11月4日—），戲迷稱她阿刨、笙姐，後輩稱她菩生姐，祖籍廣東中山，著名香港粵劇演員（女文武生）。龍劍笙生於教師家庭，父親是老師，母親負責撫養8子女，她排行第四，有1兄，2姊及4妹。龍劍笙16歲開始學藝，師承名伶任劍輝及白雪仙，1969年開始成為雛鳳鳴劇團正印文武生。

## 演藝簡歷
1960年投考「仙鳳鳴」女舞蹈員，她與其他21位入圍者皆從千人選出再培訓。龍於1961年首次在「仙鳳鳴」新作《白蛇新傳》中演鯉魚精及仙女。及後再被挑選為其中12位分花旦及小生行當培訓，並於1963年成立的雛鳳鳴劇團中擔任文武生。
1964年4月首次以文武生演出折子戲《幻覺離恨天》、9月再次演出《幻覺離恨天》及《碧血丹心》；1965年演出折子戲《辭郎洲》之〈賜袍〉及〈送別〉；1969年以劇團正印文武生身份演出她第1套全本劇《辭郎洲》；1972年演第2套全本劇《英烈劍中劍》。1973年劇團正式外接神功戲，並於1974年至1977年拍攝《三笑姻緣》,《帝女花》及《紫釵記》三部戲曲電影。1972至1985年間，龍劍笙先後8次與劇團往越南(一個月)、新加坡、馬來西亞、美加及澳洲演出，每次為期三、四個月之多。
由出道至1992年間，領導劇團演出於香港、東南亞及美加，演出的劇目包括《六月雪》、《再世紅梅記》、《俏潘安》、《牡丹亭驚夢》、《紅樓夢 (1983粵劇)》、《蝶影紅梨記》、《紫釵記》、《李後主 (粵劇)》、《帝女花》、《西樓錯夢》、《英烈劍中劍》、《辭郎洲》、《三笑姻緣》、《九天玄女》、《花田八喜》、《洛神》、《琵琶記》、《獅吼記》、《白兔會》、《販馬記》、《柳毅傳書》、《游龍戲鳯》、《紅了櫻桃碎了心》、《胭脂巷口故人來》、《再世重溫金鳳緣》等多套名劇。
1992年3月10日沙田大會堂演畢《蝶影紅梨記》後，宣佈暫別舞台，移居加拿大溫哥華。
2004年11月回歸舞台。2014年開始與梨園新一代「六柱」合作，延續任藝（尤其是任派擅演的袍戲和活潑、鬼馬喜劇）、傳承粵劇藝術，也有DVD以「全景觀賞版」讓後學用作参考。

## 藝術培訓
師承：任劍輝、白雪仙
其他名師：張淑嫻、孫養農夫人、朱毅剛、吳世勛、任大勳、李少華、葉紹德、朱慶祥、梁醒波、靚次伯、陳錦棠、黃千歲、王鏗、梁少松等。

## 承先啟後
合作項目：2013-14年《任藝笙輝念濃情》、2016-17《紫釵記》、2017-18《牡丹亭驚夢》、2018-19《蝶影紅梨記》、2019《帝女花》
合作新晉：鄭雅琪（正花）、黎耀威（靚次伯開山角色）、梁煒康（梁醒波開山角色）

## 演藝生涯
曾合作伶人：梁醒波、靚次伯、任冰兒、朱秀英、朱劍丹、李居安、言雪芬、江雪鷺、謝雪心、呂雪茵、南紅、梅雪詩、梁漢威、賽麒麟、阮兆輝、蕭仲坤、李香琴、尹飛燕、廖國森、尤聲普、彭熾權、芳雪羽、蓋劍奎、蕭劍櫻、呂雪茵、陳鐵善、朱少坡、南鳳、李龍、李鳳、吳美英、陳嘉鳴。
曾合作編劇/音樂/製作人：葉紹德、顧嘉煇、朱毅剛、朱慶祥、朱兆祥、宋錦榮、宋錦成、高潤權、高潤鴻、黃炎、朱日紅、梁曉輝、陳文輝、李鐵、吳宇森、丘亞葵、梁智偉。

## 演出劇目
| 《三笑姻緣》* (包括1975年電影版) | 《帝女花》* (包括1976年電影版) | 《紫釵記》* (包括1977年電影版) |
| 《俏潘安》# 《紅樓夢》# 《李後主》# 《辭郎洲》# 《獅吼記》* 《白兔會》* 《琵琶記》* 《六月雪》* 《白蛇傳》 《驊騮配》+ 《西廂記》 《販馬記》* 《珍珠塔》* 《胡不歸》 《孟麗君》 《蟠龍令》 《劍為媒》 《王寶釧》 《楊門胭脂將》 | 《柳毅傳書》# 《烽火姻緣》 《西樓錯夢》* 《九天玄女》* 《花田八喜》* 《跨鳳乘龍》* 《游龍戲鳯》* 《金枝玉葉》 《穿金寶扇》* 《金鳳迎春》* 《碧血丹心》# 《洛神》* 《賴婚》* 《林沖》 《西施》 《梁祝恨史》 《多情燕子歸》 《潯陽江上月》 《三打祝家莊》 | 《再世紅梅記》* 《蝶影紅梨記》* 《牡丹亭驚夢》* 《英烈劍中劍》+# 《百花亭贈劍》* 《雙仙拜月亭》* 《碧血寫春秋》 《三年一哭二郎橋》* 《花開錦繡賀元宵》# 《重續金陵未了緣》 《紅了櫻桃碎了心》* 《胭脂巷口故人來》* 《燕子啣來燕子箋》* 《多情紅粉布衣郎》 《玉龍彩鳳渡春宵》 《再世重溫金鳳緣》* 《無情寶劍有情天》 《江山錦繡月團圓》 《漢武帝夢會衛夫人》* |

龍劍笙多年來於本港及海外共演出劇目不少於60套。 
開山戲包括《柳毅傳書》、《俏潘安》、《紅樓夢 (1983粵劇)》、《李後主 (粵劇)》、《花開錦繡賀元宵》、《辭郎洲》、《英烈劍中劍》、《烽火姻緣 (1986粵劇)》、《驊騮配》等。
(*)唐滌生名劇
(+)李少芸名劇
(#)葉紹德為雛鳳鳴新編/改編、擁有版權的劇目

## 影音作品
1. 「李後主之去國歸降」CD，1964年第一版
2. 「三笑姻緣」CD及DVD，1975年第一版
3. 「帝女花」CD及DVD，1976年第一版
4. 「紫釵記」CD及DVD，1977年第一版
5. 「柳毅傳書之洞庭十送」CD，1981年第一版
6. 「俏潘安之店遇、洞房」CD，1990年第一版
7. 「李後主之私會、自焚」CD，1991年第一版
8. 「重按霓裳歌遍徹」(脫阱救裴) DVD，2005年第一版
9. 「西樓錯夢」舞臺版CD及DVD，2006年推出限量版
10. 「帝女花」舞臺版CD及DVD，2008年推出限量版
11. 「粵劇寶典」CD及DVD，2011年推出限量版
12. 「龍情詩意半世紀」CD、DVD及藍光碟，2012年推出
13. 「任曲笙韻」CD、DVD及珍藏版彩瓷碟，2012/13年推出限量版
14. 「任藝笙輝念濃情」文化中心及演藝學院版CD及限量版DVD，2015年4月推出
15. 「紫釵記」全劇CD及限量版DVD，2016年4月推出
16. 「牡丹亭驚夢」全劇DVD及CD，2018年6月推出
17. 「蝶影紅梨記」全劇DVD及CD，2019年6月推出
18. 「帝女花」全劇DVD及CD，2020年5月推出

## 榮譽
- 1975-1986年 11次當選《華僑日報》《十大明星》(1986年為最後一屆)
- 1981年「柳毅傳書之洞庭十送」唱片獲｢金唱片｣獎
- 1990年 香港藝術家聯盟《演員年獎》
- 1991年 「俏潘安之店遇、洞房」唱片獲｢金唱片｣獎
- 1992年 「李後主之私會、自焚」唱片獲｢白金唱片｣獎
- 2012年 香港IFPI《香港粵劇貢獻大獎》
- 2013年 香港IFPI《最暢銷古典、戲曲唱片大獎》及《十大銷量本地歌手獎》- 《任曲笙韻》
- 2015年 香港IFPI《最暢銷古典、戲曲唱片大獎》及《十大銷量本地歌手獎》- 《任藝笙輝念濃情》
- 2016年 香港IFPI《最暢銷古典、戲曲唱片大獎》-《紫釵記》
- 2017年 香港電台主辦《梨園之最》2016《梨園銷量大獎》- 《紫釵記》

## 相關網頁
龍劍笙細說當年 （页面存档备份，存于）
我們的雛鳳鳴 （页面存档备份，存于）
任劍輝博客 （页面存档备份，存于）
市場上作品 （页面存档备份，存于）

## 外部連結
- 七百萬人的先鋒 專訪龍劍笙 （页面存档备份，存于） 2012年4月7日
- 「舞台下的龍劍笙」 （页面存档备份，存于）無線電視特輯
- 香港影庫上《李後主》的資料（繁體中文）電影演出，飾演御弟李從善及在大婚一場扮演宮娥伴舞
- 關於牛車水人民劇場基金 （页面存档备份，存于）里程碑:1975年4月至6月，香港紅極一時的雛鳳鳴粵劇團在劇場創下演出66天77場戲的記錄。期間，牛車水人民劇場基金在5月成立。照片是《英烈劍中劍》第六場 - 〈海戰〉中的孟奎及龍虎武師